# Nova Iguaçu de Goiás
Nova Iguaçu de Goiás est une municipalité brésilienne de l'État de Goiás et la microrégion de Porangatu.